# Priorberg
Priorberg is een plaats in de Duitse gemeente Dettingen (Horb), deelstaat Baden-Württemberg, en telt 40 inwoners.